# 塔奈·安尼斯
塔奈·劳伦·里韦拉·安尼斯（英語：Tahnai Lauren Rivera Annis；1989年6月20日—），菲律宾和美国女子职业足球运动员，司职进攻中场，目前效力于Þór/KA和菲律宾国家女子足球队。她曾代表菲律宾参加2022年亚足联女子亚洲杯和2023年国际足联女子世界杯等多场国际赛事。